# Wilhelm Gerloff
Wilhelm Gerloff (* 24. Juni 1880 in Krefeld; † 23. Juli 1954 in Oberursel) war ein deutscher Nationalökonom, Finanzwissenschaftler und Geldtheoretiker.

## Leben
Gerloff war der Sohn des Drechslermeisters Wilhelm Gerloff (1851–1939) und dessen Frau Magdalene (geborene Huck, 1854–1928). Er  betätigte sich nach Besuch der Volksschule und der königlichen Präparandenanstalt (1895 bis 1897) sowie des Volksschullehrerseminars (1897 bis 1900) zwischen 1900 und 1903 zunächst als Volksschullehrer, bevor er 1903 die Handelshochschule in Leipzig besuchte und dort 1905 die Diplomprüfung für das Handelslehramt ablegte.
Er studierte ab 1903 in Leipzig und Tübingen Nationalökonomie. 1906 wurde er in Tübingen mit einer Arbeit über die Besteuerung von Aktiengesellschaften in der Schweiz zum Dr. sc. pol. promoviert. Anschließend unternahm er Studienreisen, die ihn nach Belgien, Frankreich und die Schweiz führten. Nach seiner Rückkehr nach Tübingen wurde er dort 1908 für die Fächer Volkswirtschaftslehre, Finanzwissenschaft und Statistik habilitiert. Von 1911 bis 1922 lehrte er als Extraordinarius an der Universität Innsbruck (seit 1912 als Ordinarius für Nationalökonomie und Statistik). 1922 folgte er dem Ruf als Ordinarius für wirtschaftliche Staatswissenschaften an die Goethe-Universität. Er rief in Frankfurt ein staatswissenschaftliches Seminar ins Leben und setzte sich dafür ein, den Finanzwissenschaftler Fritz Neumark, der 1925 noch Referent im Reichsfinanzministerium in Berlin war, für Frankfurt zu gewinnen. An der Universität in Frankfurt war er mit Unterbrechungen bis 1952 tätig. In den Jahren 1926/1927 und 1932/1933 war Gerloff Rektor der Universität in Frankfurt. Als offener Gegner des Nationalsozialismus musste er sich aus dieser Position aufgrund eines ministeriellen Erlasses „zur Gleichschaltung der Hochschulen mit dem Willen der Regierung“ vom 25. April 1933 vorzeitig zurückziehen. Bereits im März 1933 wurde er in „Schutzhaft“ genommen. Als Rektor wurde der Nationalsozialist Ernst Krieck gewählt. Zu seinem 70. Geburtstag wurde ihm von der Universität Innsbruck die Ehrendoktorwürde verliehen.

## Werk und Forschungsgebiet
Gerloff war in erster Linie Finanzwissenschaftler. Als solcher wurde er insbesondere als Mitbegründer und Herausgeber des Handbuchs der Finanzwissenschaft bekannt. Er beschäftigte sich neben der Besteuerung, der Zoll- und Handelspolitik und staatsrechtlichen Angelegenheiten auch mit wirtschaftspolitischen Fragen, wie jener nach der Autarkie.
Er befasste sich in verschiedenen Schriften mit der Geldtheorie, insbesondere der Geldentstehung sowie der Rolle des Geldes für und in der Gesellschaft und verband auf diesem Gebiet ökonomische Betrachtungen mit soziologischen, ethnographischen und historischen Untersuchungen.
Gerloff war zwischen 1950 und 1954 stellvertretender Vorsitzender des wissenschaftlichen Beirates des Bundesministerium der Finanzen.

## Schriften (Auswahl)
- Die Finanz- und Zollpolitik des Deutschen Reiches, nebst ihren Beziehungen zu Landes- und Gemeindefinanzen, von der Gründung des Norddeutschen Bundes bis zur Gegenwart. G. Fischer, Jena 1913 (archive.org).
- Die Entstehung des Geldes und die Anfänge des Geldwesens. 3. Aufl. Frankfurt am Main 1947.
- Die Entstehung der öffentlichen Finanzwirtschaft. Frankfurt am Main 1948, OCLC 847241.
- Die öffentliche Finanzwirtschaft. Zwei Bände. 2. Aufl. Frankfurt am Main 1948/1950.
- Gesellschaftliche Theorie des Geldes. Innsbruck 1950, OCLC 809034458.
- Geld und Gesellschaft. Versuch einer gesellschaftlichen Theorie des Geldes. Frankfurt am Main 1952, OCLC 761280636.
- Steuerbelastung und Wiedergutmachung. Ein Beitrag zur Reparationsfrage. Vaduz 1993, ISBN 3-289-00616-6.